# Овајхи (Невада)
Овајхи (енгл. Owyhee) насељено је место без административног статуса у америчкој савезној држави Невада.

## Демографија
По попису из 2010. године број становника је 953, што је 64 (-6,3%) становника мање него 2000. године.
| Група             | 2000.       | 2010.     |
| Белци             | 133 (13,1%) | 64 (6,7%) |
| Афроамериканци    | 36 (3,5%)   | 0 (0,0%)  |
| Азијати           | 6 (0,6%)    | 2 (0,2%)  |
| Хиспаноамериканци | 92 (9,0%)   | 34 (3,6%) |
| Укупно            | 1.017       | 953       |